# Melocanna arundina
Melocanna arundina är en gräsart som beskrevs av C.E.Parkinson. Melocanna arundina ingår i släktet Melocanna och familjen gräs. Inga underarter finns listade i Catalogue of Life.